# Тур WTA 2012

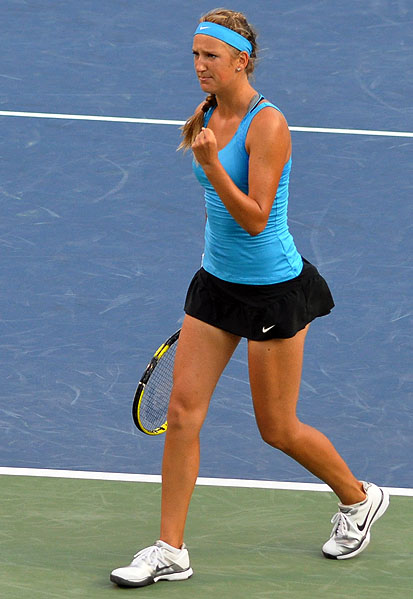
Вікторія Азаренко стала першою ракеткою світу після перемоги у Відкритому чемпіонаті Австралії.

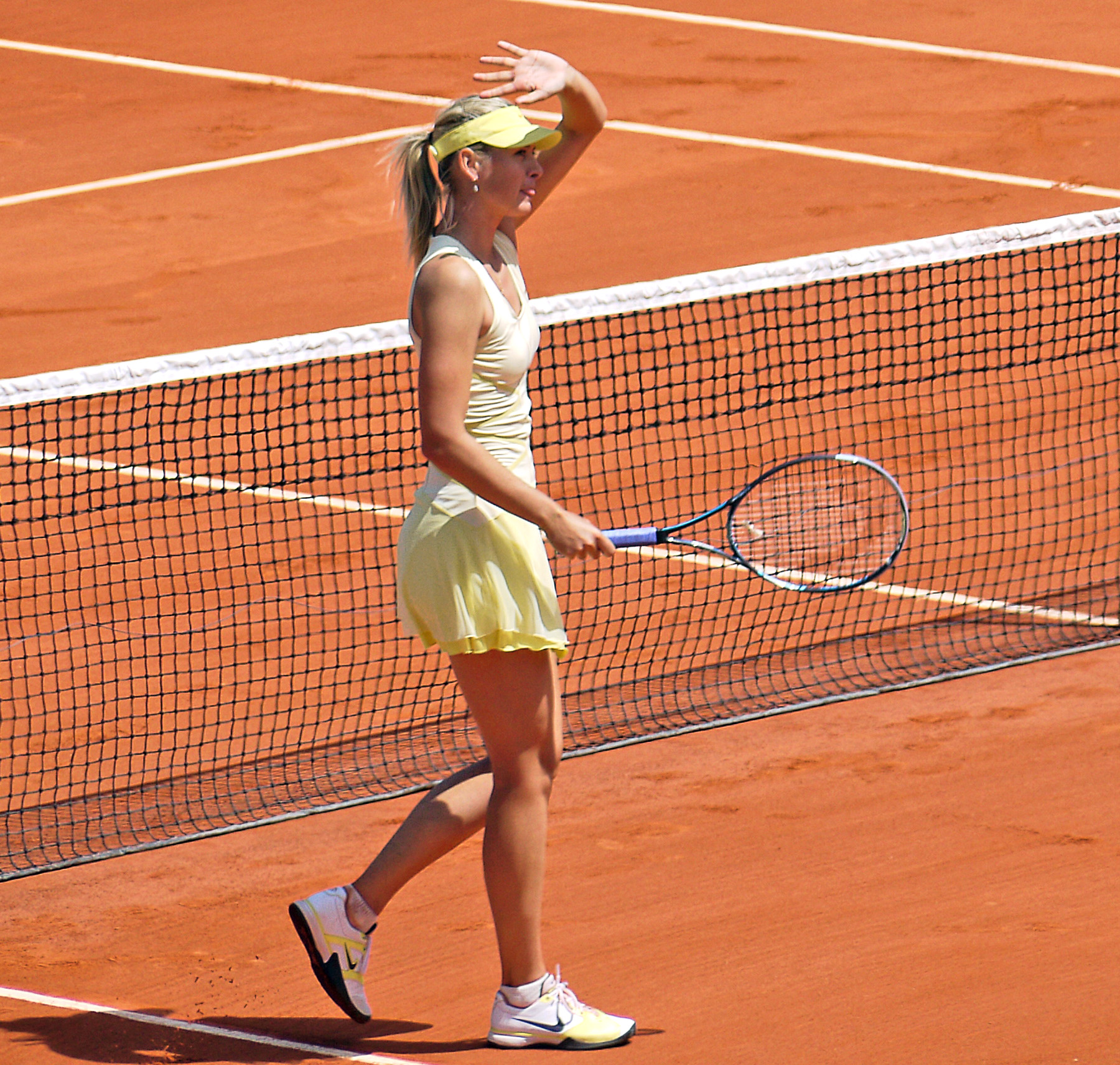
Марія Шарапова повернула собі першу позицію світового рейтингу після перемоги у Відкритому чемпіонаті Франції.

WTA тур 2012 — цикл тенісних турнірів, що проводяться під егодою Жіночої тенісної асоціації (WTA) впродовж календарного 2012 року. До календаря туру входять турніри Великого шолома, що проводяться Міжнародною тенісною федерацією (ITF), прем'єр-турніри WTA (обов'язкові, чільні 5 та звичайні), міжнародні турніри WTA, чемпіонат WTA та турнір чемпіонів, кубок Федерації (ITF), а також тенісний турнір літньої Олімпіади 2012. До календаря також включено кубок Хопмана, організований ITF, і за який гравцям не нараховуються рейтингові очки.

## Розклад турнірів
Далі наведено повний розклад турнірів календаря 2012 року із зазначенням учасниць, починаючи з чвертьфіналів.

### Легенда
| Турніри Великого шолома                |
| Літні Олімпійські ігри                 |
| Пдсумковаий чемпіонат року             |
| Турніри прем'єр категорії, обов'язкові |
| Чільні 5 турнірів прем'єр категорії    |
| Турніри прем'єр категорії              |
| Міжнародні турніри WTA                 |
| Командні турніри                       |

### Січень
| Тиждень від       | Турнір | Чемпіони                                                         | Фіналісти                                    | Півфіналісти                                 | Чвертьфіналісти                                                   |
| ----------------- | --- | ---------------------------------------------------------------- | -------------------------------------------- | -------------------------------------------- | ----------------------------------------------------------------- |
| 2 січня           | Кубок Гопмана Перт, Австралія Турнір ITF з участю змішаних жіночо-чоловічих команд 1 млн австралійських доларів – Хард (i) – 8 команд                    | Чехія 2–0                                                        | Франція                                      | Круговий турнір (група A) Болгарія Данія США | Круговий турнір (група B) Іспанія Австралія КНР                   |
| 2 січня           | Brisbane International Брисбен, Австралія Прем'єр турнір WTA 655 тис. USD – Хард – 32С/32К/16П                                                           | Кая Канепі 6–2, 6–1                                              | Даніела Гантухова                            | Кім Клейстерс Франческа Ск'явоне             | Івета Бенешова Серена Вільямс Єлена Янкович Андреа Петкович       |
| 2 січня           | Brisbane International Брисбен, Австралія Прем'єр турнір WTA 655 тис. USD – Хард – 32С/32К/16П                                                           | Нурія Льягостера Вівес Арантча Парра Сантонха 7–6(7–2), 7–6(7–2) | Ракель Копс-Джонс Абігейл Спірс              | Кім Клейстерс Франческа Ск'явоне             | Івета Бенешова Серена Вільямс Єлена Янкович Андреа Петкович       |
| 2 січня           | ASB Classic Окленд, Нова Зеландія Міжнародний турнір WTA 220 тис. USD – Хард – 32С/32К/16П                                                               | Чжен Цзє 2–6, 6–3, 2–0 знялася[a]                                | Флавія Пеннетта                              | Анджелік Кербер Світлана Кузнецова           | Сабіне Лісіцкі Олена Весніна Сара Еррані Луціє Градецька          |
| 2 січня           | ASB Classic Окленд, Нова Зеландія Міжнародний турнір WTA 220 тис. USD – Хард – 32С/32К/16П                                                               | Андреа Главачкова Луціє Градецька 6–7(2–7), 6–2, [10–7]          | Юлія Ґерґес Флавія Пеннетта                  | Анджелік Кербер Світлана Кузнецова           | Сабіне Лісіцкі Олена Весніна Сара Еррані Луціє Градецька          |
| 9 січня           | Apia International Sydney Сідней, Австралія Прем'єр турнір WTAr 637 тис. USD – Хард – 30С/48К/16П                                                        | Вікторія Азаренко 6–2, 1–6, 6–3                                  | Лі На                                        | Агнешка Радванська Петра Квітова             | Каролін Возняцкі Маріон Бартолі Луціє Шафарова Даніела Гантухова  |
| 9 січня           | Apia International Sydney Сідней, Австралія Прем'єр турнір WTAr 637 тис. USD – Хард – 30С/48К/16П                                                        | Квета Пешке Катарина Среботнік 6–1, 4–6, [13–11]                 | Лізель Губер Ліза Реймонд                    | Агнешка Радванська Петра Квітова             | Каролін Возняцкі Маріон Бартолі Луціє Шафарова Даніела Гантухова  |
| 9 січня           | Moorilla Hobart International Гобарт, Австралія Міжнародний турнір WTA 220 тис. USD – Хард – 32С/32К/16П                                                 | Мона Бартель 6–1, 6–2                                            | Яніна Вікмаєр                                | Шахар Пеєр Анджелік Кербер                   | Симона Халеп Анна Чакветадзе Сорана Кирстя Ярміла Ґайдошова       |
| 9 січня           | Moorilla Hobart International Гобарт, Австралія Міжнародний турнір WTA 220 тис. USD – Хард – 32С/32К/16П                                                 | Ірина-Камелія Бегу Моніка Нікулеску 6–7(4–7), 7–6(7–4), [10–5]   | Чжуан Цзяжун Марина Еракович                 | Шахар Пеєр Анджелік Кербер                   | Симона Халеп Анна Чакветадзе Сорана Кирстя Ярміла Ґайдошова       |
| 16 січня 23 січня | Australian Open Мельбурн, Австралія Турнір Великого шолома Хард 128С/96К/64П/32М Одиночний розряд – Парний розряд – Мікст                                | Вікторія Азаренко 6–3, 6–0                                       | Марія Шарапова                               | Кім Клейстерс Петра Квітова                  | Каролін Возняцкі Агнешка Радванська Катерина Макарова Сара Еррані |
| 16 січня 23 січня | Australian Open Мельбурн, Австралія Турнір Великого шолома Хард 128С/96К/64П/32М Одиночний розряд – Парний розряд – Мікст                                | Світлана Кузнецова Віра Звонарьова 5–7, 6–4, 6–3                 | Сара Еррані Роберта Вінчі                    | Кім Клейстерс Петра Квітова                  | Каролін Возняцкі Агнешка Радванська Катерина Макарова Сара Еррані |
| 16 січня 23 січня | Australian Open Мельбурн, Австралія Турнір Великого шолома Хард 128С/96К/64П/32М Одиночний розряд – Парний розряд – Мікст                                | Бетані Маттек-Сендс Горія Текеу 6–3, 5–7, [10–3]                 | Олена Весніна Леандер Паес                   | Кім Клейстерс Петра Квітова                  | Каролін Возняцкі Агнешка Радванська Катерина Макарова Сара Еррані |
| 30 січня          | Кубко Федерації, чвертьфінали Москва, Росія – Хард (i) Шарлеруа, Бельгія – Хард (i) Б'єлла, Італія – Ґрунт (червоний) (i) Штутгарт, Німеччина – Хард (i) | Переможці Росія 3–2 Сербія 3–2 Італія 3–2 Чехія 4–1              | Переможені Іспанія Бельгія Україна Німеччина |                                              |                                                                   |

### Лютий
| Тиждень від | Турнір | Чемпіони                                        | Фіналісти                                   | Півфіналісти                      | Чвертьфіналісти                                                                   |
| ----------- | --- | ----------------------------------------------- | ------------------------------------------- | --------------------------------- | --------------------------------------------------------------------------------- |
| 6 лютого    | Open GDF Suez Париж, Франція Прем'єр турнір WTA 637 тис. USD – Хард (i) – 30С/32К/16П                                     | Анджелік Кербер 7–6(7–3), 5–7, 6–3              | Маріон Бартолі                              | Яніна Вікмаєр Клара Закопалова    | Марія Шарапова Мона Бартель Юлія Ґерґес Роберта Вінчі                             |
| 6 лютого    | Open GDF Suez Париж, Франція Прем'єр турнір WTA 637 тис. USD – Хард (i) – 30С/32К/16П                                     | Лізель Губер Ліза Реймонд 7–6(7–3), 6–1         | Анна-Лена Гренефельд Петра Мартич           | Яніна Вікмаєр Клара Закопалова    | Марія Шарапова Мона Бартель Юлія Ґерґес Роберта Вінчі                             |
| 6 лютого    | PPT Pattaya Open Паттая, Таїланд Міжнародний турнір WTA 220 тис. USD – Хард – 32С/16К/16П                                 | Даніела Гантухова 6–7(4–7), 6–3, 6–3            | Марія Кириленко                             | Сорана Кирстя Сє Шувей            | Віра Звонарьова Тамарін Танасугарн Ваня Кінґ Саня Мірза                           |
| 6 лютого    | PPT Pattaya Open Паттая, Таїланд Міжнародний турнір WTA 220 тис. USD – Хард – 32С/16К/16П                                 | Саня Мірза Анастасія Родіонова 3–6, 6–1, [10–8] | Чжань Хаоцін Чжань Юнжань                   | Сорана Кирстя Сє Шувей            | Віра Звонарьова Тамарін Танасугарн Ваня Кінґ Саня Мірза                           |
| 13 лютого   | Qatar Total Open Доха, Катар Прем'єр, чільні 5 2 168 400 USD – Хард – 56С/32К/26П                                         | Вікторія Азаренко 6–1, 6–2                      | Саманта Стосур                              | Агнешка Радванська Маріон Бартолі | Яніна Вікмаєр Крістіна Макгейл Моніка Нікулеску Луціє Шафарова                    |
| 13 лютого   | Qatar Total Open Доха, Катар Прем'єр, чільні 5 2 168 400 USD – Хард – 56С/32К/26П                                         | Лізель Губер Ліза Реймонд 6–3, 6–1              | Ракель Копс-Джонс Абігейл Спірс             | Агнешка Радванська Маріон Бартолі | Яніна Вікмаєр Крістіна Макгейл Моніка Нікулеску Луціє Шафарова                    |
| 13 лютого   | XX Copa BBVA-Colsanitas Богота, Колумбія Міжнародний турнір $220 тис. – ґрунт (червоний) – 32С/32К/16П                    | Лара Арруабаррена-Вечіно 6–2, 7–5               | Олександра Панова                           | Едіна Галловіц-Халл Тімеа Бабош   | Маріана Дюк-Маріньо Паула Ормаечеа Ярослава Шведова Карін Кнапп                   |
| 13 лютого   | XX Copa BBVA-Colsanitas Богота, Колумбія Міжнародний турнір $220 тис. – ґрунт (червоний) – 32С/32К/16П                    | Ева Бірнерова Олександра Панова 6–2, 6–2        | Менді Мінелла Штефані Фегеле                | Едіна Галловіц-Халл Тімеа Бабош   | Маріана Дюк-Маріньо Паула Ормаечеа Ярослава Шведова Карін Кнапп                   |
| 20 лютого   | Dubai Duty Free Tennis Championships Дубай, Об'єднані Арабські Емірати Прем'єр турнір WTA 2 млн. USD – Хард – 28С/32К/16П | Агнешка Радванська 7–5, 6–4                     | Юлія Ґерґес                                 | Каролін Возняцкі Єлена Янкович    | Даніела Гантухова Ана Іванович Саманта Стосур Сабіне Лісіцкі                      |
| 20 лютого   | Dubai Duty Free Tennis Championships Дубай, Об'єднані Арабські Емірати Прем'єр турнір WTA 2 млн. USD – Хард – 28С/32К/16П | Лізель Губер Ліза Реймонд 6–2, 6–1              | Саня Мірза Олена Весніна                    | Каролін Возняцкі Єлена Янкович    | Даніела Гантухова Ана Іванович Саманта Стосур Сабіне Лісіцкі                      |
| 20 лютого   | Memphis International Мемфіс, США Міжнародний турнір WTA 220 тис. USD – Хард (i) – 32С/16К/16П                            | Софія Арвідссон 6–3, 6–4                        | Марина Еракович                             | Віра Душевіна Альберта Бріянті    | Стефані Форетц Гакон Міхаелла Крайчек Леся Цуренко Варвара Лепченко               |
| 20 лютого   | Memphis International Мемфіс, США Міжнародний турнір WTA 220 тис. USD – Хард (i) – 32С/16К/16П                            | Андреа Главачкова Луціє Градецька 6–3, 6–4      | Віра Душевіна Ольга Говорцова               | Віра Душевіна Альберта Бріянті    | Стефані Форетц Гакон Міхаелла Крайчек Леся Цуренко Варвара Лепченко               |
| 20 лютого   | Whirlpool Monterrey Open Монтеррей, Мексика Міжнародний турнір WTA 220 тис. USD – Хард – 32С/32К/16П                      | Тімеа Бабош 6–4, 6–4                            | Александра Каданту                          | Ґрета Арн Сара Еррані             | Ніна Братчикова Лурдес Домінгес Ліно Патрісія Майр-Ахляйтнер Манді Мінелла        |
| 20 лютого   | Whirlpool Monterrey Open Монтеррей, Мексика Міжнародний турнір WTA 220 тис. USD – Хард – 32С/32К/16П                      | Сара Еррані Роберта Вінчі 6–2, 7–6(8–6)         | Кіміко Дате-Крумм Чжан Шуай                 | Ґрета Арн Сара Еррані             | Ніна Братчикова Лурдес Домінгес Ліно Патрісія Майр-Ахляйтнер Манді Мінелла        |
| 27 лютого   | Abierto Mexicano TELCEL p/b HSBC Акапулько, Мексика Міжнародний турнір WTA 220 тис. – ґрунт (червоний) – 32С/32К/16П      | Сара Еррані 5–7, 7–6(7–2), 6–0                  | Флавія Пеннетта                             | Роберта Вінчі Ірина-Камелія Бегу  | Міхаелла Крайчек Естрелла Кабеза Кандела Маґдалена Рибарікова Маріана Дюк-Маріньо |
| 27 лютого   | Abierto Mexicano TELCEL p/b HSBC Акапулько, Мексика Міжнародний турнір WTA 220 тис. – ґрунт (червоний) – 32С/32К/16П      | Сара Еррані Роберта Вінчі 6–2, 6–1              | Лурдес Домінгес Ліно Арантча Парра Сантонха | Роберта Вінчі Ірина-Камелія Бегу  | Міхаелла Крайчек Естрелла Кабеза Кандела Маґдалена Рибарікова Маріана Дюк-Маріньо |
| 27 лютого   | BMW Malaysian Open Куала-Лумпур, Малайзія Міжнародний турнір WTA 220 тис. – Хард (i) – 32С/32К/16П                        | Сє Шувей 2–6, 7–5, 4–1 знялася[b]               | Петра Мартич                                | Елені Даніліду Єлена Янкович      | Агнешка Радванська Олівія Роговська Пен Шуай Аюмі Моріта                          |
| 27 лютого   | BMW Malaysian Open Куала-Лумпур, Малайзія Міжнародний турнір WTA 220 тис. – Хард (i) – 32С/32К/16П                        | Чан Кайчень Чжуан Цзяжун 7–5, 6–4               | Чжань Хаоцін Фудзівара Ріка                 | Елені Даніліду Єлена Янкович      | Агнешка Радванська Олівія Роговська Пен Шуай Аюмі Моріта                          |

### Березень
| Тиждень від           | Турнір                                                                                            | Чемпіони                                            | Фіналісти                 | Півфіналісти                    | Чвертьфіналісти                                         |
| --------------------- | ------------------------------------------------------------------------------------------------- | --------------------------------------------------- | ------------------------- | ------------------------------- | ------------------------------------------------------- |
| 5 березня March 12    | BNP Paribas Open Індіан-Веллс, США Прем'єр турнір WTA 5 536 664 USD – Хард – 96С/48К/32П          | Вікторія Азаренко 6–2, 6–3                          | Марія Шарапова            | Анджелік Кербер Ана Іванович    | Агнешка Радванська Лі На Маріон Бартолі Марія Кириленко |
| 5 березня March 12    | BNP Paribas Open Індіан-Веллс, США Прем'єр турнір WTA 5 536 664 USD – Хард – 96С/48К/32П          | Лізель Губер Ліза Реймонд 6–2, 6–3                  | Саня Мірза Олена Весніна  | Анджелік Кербер Ана Іванович    | Агнешка Радванська Лі На Маріон Бартолі Марія Кириленко |
| 21 березня 28 березня | Sony Ericsson Open Маямі, США Прем'єр турнір WTA, обов'язковий 4 828 050 USD – Хард – 96С/48К/32П | Агнешка Радванська 7–5, 6–4                         | Марія Шарапова            | Маріон Бартолі Каролін Возняцкі | Вікторія Азаренко Вінус Вільямс Серена Вільямс Лі На    |
| 21 березня 28 березня | Sony Ericsson Open Маямі, США Прем'єр турнір WTA, обов'язковий 4 828 050 USD – Хард – 96С/48К/32П | Марія Кириленко Надія Петрова 7–6(7–0), 4–6, [10–4] | Сара Еррані Роберта Вінчі | Маріон Бартолі Каролін Возняцкі | Вікторія Азаренко Вінус Вільямс Серена Вільямс Лі На    |

### Квітень
| Тиждень від | Турнір | Чемпіони                                                 | Фіналісти                                | Півфіналісти                       | Чвертьфіналісти                                                                     |
| ----------- | --- | -------------------------------------------------------- | ---------------------------------------- | ---------------------------------- | ----------------------------------------------------------------------------------- |
| 2 квітня    | Family Circle Cup Чарлстон, США Прем'єр турнір WTA 740 тис. USD – ґрунт (зелений) – 56С/48К/16П                   | Серена Вільямс 6–0, 6–1                                  | Луціє Шафарова                           | Полона Герцог Саманта Стосур       | Надія Петрова Віра Звонарьова Сабіне Лісіцкі Вінус Вільямс                          |
| 2 квітня    | Family Circle Cup Чарлстон, США Прем'єр турнір WTA 740 тис. USD – ґрунт (зелений) – 56С/48К/16П                   | Анастасія Павлюченкова Луціє Шафарова 5–7, 6–4, [10–6]   | Анабель Медіна Ґарріґес Ярослава Шведова | Полона Герцог Саманта Стосур       | Надія Петрова Віра Звонарьова Сабіне Лісіцкі Вінус Вільямс                          |
| 9 квітня    | Barcelona Ladies Open Барселона, Іспанія Міжнародний турнір WTA 220 тис. – ґрунт (червоний) – 32С/16К/16П         | Сара Еррані 6–2, 6–2                                     | Домініка Цибулькова                      | Сорана Кирстя Карла Суарес Наварро | Ольга Говорцова Юлія Бейгельзимер Симона Халеп Юлія Ґерґес                          |
| 9 квітня    | Barcelona Ladies Open Барселона, Іспанія Міжнародний турнір WTA 220 тис. – ґрунт (червоний) – 32С/16К/16П         | Сара Еррані Роберта Вінчі 6–0, 6–2                       | Флавія Пеннетта Франческа Ск'явоне       | Сорана Кирстя Карла Суарес Наварро | Ольга Говорцова Юлія Бейгельзимер Симона Халеп Юлія Ґерґес                          |
| 9 квітня    | e-Boks Open Копенгаген, Данія Міжнародний турнір WTA 220 тис. USD – Хард (i) – 32С/32К/16П                        | Анджелік Кербер 6–4, 6–4                                 | Каролін Возняцкі                         | Петра Мартич Єлена Янкович         | Алізе Корне Бояна Йовановські Кая Канепі Мона Бартель                               |
| 9 квітня    | e-Boks Open Копенгаген, Данія Міжнародний турнір WTA 220 тис. USD – Хард (i) – 32С/32К/16П                        | Кіміко Дате-Крумм Фудзівара Ріка 6–2, 4–6, [10–5]        | Софія Арвідссон Кая Канепі               | Петра Мартич Єлена Янкович         | Алізе Корне Бояна Йовановські Кая Канепі Мона Бартель                               |
| 16 квітня   | Кубок Федерації, півфінали Москва, Росія – Ґрунт (i) Острава, Чехія – Хард (i)                                    | Переможці Сербія 3–2 Чехія 4–1                           | Переможені Росія Італія                  |                                    |                                                                                     |
| April 23    | Porsche Tennis Grand Prix Штутгарт, Німеччина Прем'єр турнір WTA 740 тис. – ґрунт (червоний) (i) – 28С/32К/16П    | Марія Шарапова 6–1, 6–4                                  | Вікторія Азаренко                        | Агнешка Радванська Петра Квітова   | Мона Бартель Лі На Анджелік Кербер Саманта Стосур                                   |
| April 23    | Porsche Tennis Grand Prix Штутгарт, Німеччина Прем'єр турнір WTA 740 тис. – ґрунт (червоний) (i) – 28С/32К/16П    | Івета Бенешова Барбора Заглавова-Стрицова 6–4, 7–5       | Юлія Ґерґес Анна-Лена Гренефельд         | Агнешка Радванська Петра Квітова   | Мона Бартель Лі На Анджелік Кербер Саманта Стосур                                   |
| April 23    | Гран-прі принцеси Лалли Мер'єм Фес, Марокко Міжнародний турнір WTA $220 тис. USD – ґрунт (червоний) – 32С/32К/16П | Кікі Бертенс 7–5, 6–0                                    | Лаура Поус Тіо                           | Симона Халеп Матільд Жоанссон      | Анабель Медіна Ґарріґес Гарбінє Мугуруса Бланко Петра Цетковська Ірина-Камелія Бегу |
| April 23    | Гран-прі принцеси Лалли Мер'єм Фес, Марокко Міжнародний турнір WTA $220 тис. USD – ґрунт (червоний) – 32С/32К/16П | Петра Цетковська Олександра Панова 3–6, 7–6(7–5), [11–9] | Ірина-Камелія Бегу Александа Каданцу     | Симона Халеп Матільд Жоанссон      | Анабель Медіна Ґарріґес Гарбінє Мугуруса Бланко Петра Цетковська Ірина-Камелія Бегу |
| 30 квітня   | Budapest Grand Prix Будапешт, Угорщина Міжнародний турнір WTA $220 тис. – ґрунт (червоний) – 32S/32Q/16D          | Сара Еррані 7–5, 6–4                                     | Олена Весніна                            | Анна Татішвілі Марина Еракович     | Альберта Бріянті Александра Возняк Барбора Заглавова-Стрицова Петра Мартич          |
| 30 квітня   | Budapest Grand Prix Будапешт, Угорщина Міжнародний турнір WTA $220 тис. – ґрунт (червоний) – 32S/32Q/16D          | Жанетт Гусарова Маґдалена Рибарікова 6–4, 6–2            | Ева Бірнерова Міхаелла Крайчек           | Анна Татішвілі Марина Еракович     | Альберта Бріянті Александра Возняк Барбора Заглавова-Стрицова Петра Мартич          |
| 30 квітня   | Estoril Open Ешторіл, Португалія Міжнародний турнір WTA $220 тис. USD – ґрунт (червоний) – 32S/32Q/16D            | Кая Канепі 3–6, 7–6(8–6), 6–4                            | Карла Суарес Наварро                     | Роберта Вінчі Карін Кнапп          | Надія Петрова Петра Цетковська Сільвія Солер Еспіноса Галина Воскобоєва             |
| 30 квітня   | Estoril Open Ешторіл, Португалія Міжнародний турнір WTA $220 тис. USD – ґрунт (червоний) – 32S/32Q/16D            | Чжуан Цзяжун Чжан Шуай 4–6, 6–1, [11–9]                  | Ярослава Шведова Галина Воскобоєва       | Роберта Вінчі Карін Кнапп          | Надія Петрова Петра Цетковська Сільвія Солер Еспіноса Галина Воскобоєва             |

### Травень
| Тиждень від        | Турнір | Чемпіони                                                  | Фіналісти                             | Півфіналісти                       | Чвертфіналісти                                                             |
| ------------------ | --- | --------------------------------------------------------- | ------------------------------------- | ---------------------------------- | -------------------------------------------------------------------------- |
| 7 травня           | Mutua Madrid Open Мадрид, Іспанія Прем'єр турнір WTA, обов'язковий 3 755 140 USD – ґрунт (блакитний) – 64S/32Q/28D                               | Серена Вільямс 6–1, 6–3                                   | Вікторія Азаренко                     | Агнешка Радванська Луціє Градецька | Лі На Варвара Лепченко Саманта Стосур Марія Шарапова                       |
| 7 травня           | Mutua Madrid Open Мадрид, Іспанія Прем'єр турнір WTA, обов'язковий 3 755 140 USD – ґрунт (блакитний) – 64S/32Q/28D                               | Сара Еррані Роберта Вінчі 6–1, 3–6, [10–4]                | Катерина Макарова Олена Весніна       | Агнешка Радванська Луціє Градецька | Лі На Варвара Лепченко Саманта Стосур Марія Шарапова                       |
| 14 травня          | Internazionali BNL d'Italia Рим, Італія Прем'єр турнір WTA із чільних 5 2 168 400 USD – ґрунт (червоний) – 56S/32Q/28D                           | Марія Шарапова 4–6, 6–4, 7–6(7–5)                         | Лі На                                 | Серена Вільямс Анджелік Кербер     | Домініка Цибулькова Флавія Пеннетта Петра Квітова Вінус Вільямс            |
| 14 травня          | Internazionali BNL d'Italia Рим, Італія Прем'єр турнір WTA із чільних 5 2 168 400 USD – ґрунт (червоний) – 56S/32Q/28D                           | Сара Еррані Роберта Вінчі 6–2, 7–5                        | Катерина Макарова Олена Весніна       | Серена Вільямс Анджелік Кербер     | Домініка Цибулькова Флавія Пеннетта Петра Квітова Вінус Вільямс            |
| 21 травня          | Brussels Open Брюссель, Бельгія Прем'єр турнір WTA 637 тис. USD – ґрунт (червоний) – 30S/32Q/16D                                                 | Агнешка Радванська 7–5, 6–0                               | Симона Халеп                          | Кая Канепі Софія Арвідссон         | Алісон ван Уйтванк Цветана Піронкова Домініка Цибулькова Уршуля Радванська |
| 21 травня          | Brussels Open Брюссель, Бельгія Прем'єр турнір WTA 637 тис. USD – ґрунт (червоний) – 30S/32Q/16D                                                 | Бетані Маттек-Сендс Саня Мірза 6–3, 6–2                   | Аліція Росольська Чжен Цзє            | Кая Канепі Софія Арвідссон         | Алісон ван Уйтванк Цветана Піронкова Домініка Цибулькова Уршуля Радванська |
| 21 травня          | Internationaux de Strasbourg Страсбург, Франція Міжнародний турнір WTA 220 тис. USD – ґрунт (червоний) – 32S/32Q/16D                             | Франческа Ск'явоне 6–4, 6–4                               | Алізе Корне                           | Полін Пармантьєр Слоун Стівенс     | Олександра Панова Анабель Медіна Ґарріґес Аюмі Моріта Юганна Ларссон       |
| 21 травня          | Internationaux de Strasbourg Страсбург, Франція Міжнародний турнір WTA 220 тис. USD – ґрунт (червоний) – 32S/32Q/16D                             | Ольга Говорцова Клаудія Янс-Ігнацік 6–7(4–7), 6–3, [10–3] | Наталі Грандін Владіміра Углірова     | Полін Пармантьєр Слоун Стівенс     | Олександра Панова Анабель Медіна Ґарріґес Аюмі Моріта Юганна Ларссон       |
| 28 травня 4 червня | French Open Париж, Франція Турнір Великого шшолома 18 718 тис. євро – ґрунт (червоний) 128S/96Q/64D/32X Одиночний розряд – Парний розряд - Мікст | Марія Шарапова 6–3, 6–2                                   | Сара Еррані                           | Саманта Стосур Петра Квітова       | Домініка Цибулькова Анджелік Кербер Ярослава Шведова Кая Канепі            |
| 28 травня 4 червня | French Open Париж, Франція Турнір Великого шшолома 18 718 тис. євро – ґрунт (червоний) 128S/96Q/64D/32X Одиночний розряд – Парний розряд - Мікст | Сара Еррані Роберта Вінчі 4–6, 6–4, 6–2                   | Марія Кириленко Надія Петрова         | Саманта Стосур Петра Квітова       | Домініка Цибулькова Анджелік Кербер Ярослава Шведова Кая Канепі            |
| 28 травня 4 червня | French Open Париж, Франція Турнір Великого шшолома 18 718 тис. євро – ґрунт (червоний) 128S/96Q/64D/32X Одиночний розряд – Парний розряд - Мікст | Саня Мірза Магеш Бгупаті 7–6(7–3), 6–1                    | Клаудія Янс-Ігнацік Сантьяго Гонсалес | Саманта Стосур Петра Квітова       | Домініка Цибулькова Анджелік Кербер Ярослава Шведова Кая Канепі            |

### Червень
| Тиждень від       | Турнір | Чемпіони                                                       | Фіналісти                         | Півфіналісти                      | Чвертьфіналісти                                                           |
| ----------------- | --- | -------------------------------------------------------------- | --------------------------------- | --------------------------------- | ------------------------------------------------------------------------- |
| 11 червня         | AEGON Classic Бірмінгем, Сполучене Королівство Міжнародний турнір WTA 220 тис. – трава – 56S/32Q/16D                                           | Мелані Уден 6–4, 6–2                                           | Єлена Янкович                     | Чжен Цзє Катерина Макарова        | Дой Місакі Роберта Вінчі Сє Шувей Ірина Фалконі                           |
| 11 червня         | AEGON Classic Бірмінгем, Сполучене Королівство Міжнародний турнір WTA 220 тис. – трава – 56S/32Q/16D                                           | Тімеа Бабош Сє Шувей 7–5, 6–7(2–7), [10–8]                     | Лізель Губер Ліза Реймонд         | Чжен Цзє Катерина Макарова        | Дой Місакі Роберта Вінчі Сє Шувей Ірина Фалконі                           |
| 11 червня         | NÜRNBERGER Gastein Ladies Бад-Гаштайн, Австрія Міжнародний турнір WTA $ – ґрунт (червоний) – 32S/32Q/16D                                       | Алізе Корне 7–5, 7–6(7–1)                                      | Яніна Вікмаєр                     | Ксенія Первак Манді Мінелла       | Естрела Кабеза Кандела Чічі Шолл Юганна Ларссон Івонн Мойсбургер          |
| 11 червня         | NÜRNBERGER Gastein Ladies Бад-Гаштайн, Австрія Міжнародний турнір WTA $ – ґрунт (червоний) – 32S/32Q/16D                                       | Джил Крейбас Юлія Ґерґес 6–7(4–7), 6–4, [11–9]                 | Анна-Лена Гренефельд Петра Мартич | Ксенія Первак Манді Мінелла       | Естрела Кабеза Кандела Чічі Шолл Юганна Ларссон Івонн Мойсбургер          |
| 18 червня         | AEGON International Істборн, Сполучене Королівство Прем'єр турнір WTA 637 тис. – трава – 32S/32Q/16D                                           | Таміра Пашек 5–7, 6–3, 7–5                                     | Анджелік Кербер                   | Маріон Бартолі Клара Закопалова   | Цветана Піронкова Луціє Шафарова Анастасія Павлюченкова Катерина Макарова |
| 18 червня         | AEGON International Істборн, Сполучене Королівство Прем'єр турнір WTA 637 тис. – трава – 32S/32Q/16D                                           | Нурія Льягостера Вівес Марія Хосе Мартінес Санчес 6–4, retired | Лізель Губер Ліза Реймонд         | Маріон Бартолі Клара Закопалова   | Цветана Піронкова Луціє Шафарова Анастасія Павлюченкова Катерина Макарова |
| 18 червня         | UNICEF Open 'с-Гертогенбош, Нідерланди Міжнародний турнір WTA 220 тис. – трава – 32S/16Q/16D                                                   | Надія Петрова 6–4, 6–3                                         | Уршуля Радванська                 | Кірстен Фліпкенс Кім Клейстерс    | Роберта Вінчі Домініка Цибулькова Софія Арвідссон Франческа Ск'явоне      |
| 18 червня         | UNICEF Open 'с-Гертогенбош, Нідерланди Міжнародний турнір WTA 220 тис. – трава – 32S/16Q/16D                                                   | Сара Еррані Роберта Вінчі 6–4, 3–6, [11–9]                     | Марія Кириленко Надія Петрова     | Кірстен Фліпкенс Кім Клейстерс    | Роберта Вінчі Домініка Цибулькова Софія Арвідссон Франческа Ск'явоне      |
| 25 червня 2 липня | The Championships, Wimbledon Лондон, Сполучене Королівство Великий шолом – трава 128S/96Q/64D/16Q/48X одиночний розряд – парний розряд - мікст | Серена Вільямс 6–1, 5–7, 6–2                                   | Агнешка Радванська                | Анджелік Кербер Вікторія Азаренко | Сабіне Лісіцкі Марія Кириленко Петра Квітова Таміра Пашек                 |
| 25 червня 2 липня | The Championships, Wimbledon Лондон, Сполучене Королівство Великий шолом – трава 128S/96Q/64D/16Q/48X одиночний розряд – парний розряд - мікст | Серена Вільямс Вінус Вільямс 7–5, 6–4                          | Андреа Главачкова Луціє Градецька | Анджелік Кербер Вікторія Азаренко | Сабіне Лісіцкі Марія Кириленко Петра Квітова Таміра Пашек                 |
| 25 червня 2 липня | The Championships, Wimbledon Лондон, Сполучене Королівство Великий шолом – трава 128S/96Q/64D/16Q/48X одиночний розряд – парний розряд - мікст | Майк Браян Ліза Реймонд 6–3, 5–7, 6–4                          | Леандер Паес Олена Весніна        | Анджелік Кербер Вікторія Азаренко | Сабіне Лісіцкі Марія Кириленко Петра Квітова Таміра Пашек                 |

### Липень
| Тиждень від | Турнір | Чемпіони                                                 | Фіналісти                          | Півфіналісти                                | Півфіналісти                    | Чвертьфілналісти                                                           |
| ----------- | --- | -------------------------------------------------------- | ---------------------------------- | ------------------------------------------- | ------------------------------- | -------------------------------------------------------------------------- |
| 9 липня     | Bank of the West Classic Стенфорд, США Прем'єр турнір WTA 740 тис. USD – хард – 28S/32Q/16D                                    | Серена Вільямс 7–5, 6–3                                  | Коко Вандевей                      | Сорана Кирстя Яніна Вікмаєр                 | Сорана Кирстя Яніна Вікмаєр     | Шанелль Схеперс Домініка Цібулкова Уршуля Радванська Маріон Бартолі        |
| 9 липня     | Bank of the West Classic Стенфорд, США Прем'єр турнір WTA 740 тис. USD – хард – 28S/32Q/16D                                    | Марина Еракович Гезер Вотсон 7–5, 7–6(9–7)               | Ярміла Ґайдошова Ваня Кінґ         | Сорана Кирстя Яніна Вікмаєр                 | Сорана Кирстя Яніна Вікмаєр     | Шанелль Схеперс Домініка Цібулкова Уршуля Радванська Маріон Бартолі        |
| 9 липня     | Internazionali Femminili di Tennis di Palermo Палермо, Італія Міжнародний турнір WTA 220 тис. – ґрунт (червоний) – 32S/32Q/16D | Сара Еррані 6–1, 6–3                                     | Барбора Заглавова-Стрицова         | Ірина-Камелія Бегу Лора Робсон              | Ірина-Камелія Бегу Лора Робсон  | Александа Каданцу Естрелья Кабеса Кандела Юлія Ґерґес Карла Суарес Наварро |
| 9 липня     | Internazionali Femminili di Tennis di Palermo Палермо, Італія Міжнародний турнір WTA 220 тис. – ґрунт (червоний) – 32S/32Q/16D | Рената Ворачова Барбора Заглавова-Стрицова 7–6(7–5), 6–4 | Дарія Юрак Каталін Мароші          | Ірина-Камелія Бегу Лора Робсон              | Ірина-Камелія Бегу Лора Робсон  | Александа Каданцу Естрелья Кабеса Кандела Юлія Ґерґес Карла Суарес Наварро |
| 16 липня    | Mercury Insurance Open p/b Tri-City Medical Center Карлсбад, США                                                               | Домініка Цібулкова 6–1, 7–5                              | Маріон Бартолі                     | Чжань Юнжань Надія Петрова                  | Чжань Юнжань Надія Петрова      | Крістіна Макгейл Єлена Янкович Варвара Лепченко Уршуля Радванська          |
| 16 липня    | Mercury Insurance Open p/b Tri-City Medical Center Карлсбад, США                                                               | Ракель Копс-Джонс Абігейл Спірс 6–2, 6–4                 | Ваня Кінг Надія Петрова            | Чжань Юнжань Надія Петрова                  | Чжань Юнжань Надія Петрова      | Крістіна Макгейл Єлена Янкович Варвара Лепченко Уршуля Радванська          |
| 16 липня    | Swedish Open Бостад, Швеція Міжнародний турнір WTA 220 тис. USD – ґрунт (червоний) – 32S/32Q/16D                               | Полона Герцог 0–6, 6–4, 7–5                              | Матільд Жоанссон                   | Юганна Ларссон Мона Бартель                 | Юганна Ларссон Мона Бартель     | Анастасія Павлюченкова Клара Закопалова Софія Арвідссон Цветана Піронкова  |
| 16 липня    | Swedish Open Бостад, Швеція Міжнародний турнір WTA 220 тис. USD – ґрунт (червоний) – 32S/32Q/16D                               | Каталіна Кастаньйо Маріана Дюк Маріньйо 6–4, 5–7, [10–6] | Ева Грдінова Мервана Джугич-Салкич | Юганна Ларссон Мона Бартель                 | Юганна Ларссон Мона Бартель     | Анастасія Павлюченкова Клара Закопалова Софія Арвідссон Цветана Піронкова  |
| 23 липня    | Baku Cup Баку, Азербайджан Міжнародний турнір WTA 220 тис. USD – хард – 32S/32Q/16D                                            | Бояна Йовановські 6–3, 6–1                               | Джулія Коен                        | Ольга Пучкова Олександра Панова             | Ольга Пучкова Олександра Панова | Магдалена Рибарикова Манді Мінелла Александра Крунич Ніна Братчикова       |
| 23 липня    | Baku Cup Баку, Азербайджан Міжнародний турнір WTA 220 тис. USD – хард – 32S/32Q/16D                                            | Ірина Бурячок Валерія Соловйова 6–3, 6–2                 | Ева Бірнерова Альберта Бріянті     | Ольга Пучкова Олександра Панова             | Ольга Пучкова Олександра Панова | Магдалена Рибарикова Манді Мінелла Александра Крунич Ніна Братчикова       |
| 30 липня    | Літні Олімпійські ігри Лондон, Сполучене Королівство трава 64S/32D/X                                                           | Золото                                                   | Срібло                             | Бронза                                      | 4 місце                         | Анджелік Кербер Каролін Возняцкі Кім Клейстерс Петра Квітова               |
| 30 липня    | Літні Олімпійські ігри Лондон, Сполучене Королівство трава 64S/32D/X                                                           | Серена Вільямс 6–0, 6–1                                  | Марія Шарапова                     | Вікторія Азаренко 6–3, 6–4                  | Марія Кириленко                 | Анджелік Кербер Каролін Возняцкі Кім Клейстерс Петра Квітова               |
| 30 липня    | Літні Олімпійські ігри Лондон, Сполучене Королівство трава 64S/32D/X                                                           | Серена Вільямс Вінус Вільямс 6–4, 6–4                    | Андреа Главачкова Луціє Градецька  | Марія Кириленко Надія Петрова 4–6, 6–4, 6–1 | Лізель Губер Ліза Реймонд       | Анджелік Кербер Каролін Возняцкі Кім Клейстерс Петра Квітова               |
| 30 липня    | Літні Олімпійські ігри Лондон, Сполучене Королівство трава 64S/32D/X                                                           | Вікторія Азаренко Макс Мирний 2–6, 6–3, [10–8]           | Лора Робсон Енді Маррей            | Ліза Реймонд Майк Браян 6–3, 4–6, [10–4]    | Сабіне Лісіцкі Крістофер Кас    | Анджелік Кербер Каролін Возняцкі Кім Клейстерс Петра Квітова               |
| 30 липня    | Citi Open Вашингтон, США Міжнародний турнір WTA 220 тис. USD – хард – 32S/32Q/16D                                              | Магдалена Рибарикова 6–1, 6–1                            | Анастасія Павлюченкова             | Ваня Кінг Слоун Стівенс                     | Ваня Кінг Слоун Стівенс         | Чан Кайчень Коко Вандевеге Ежені Бушар Яна Чепелова                        |
| 30 липня    | Citi Open Вашингтон, США Міжнародний турнір WTA 220 тис. USD – хард – 32S/32Q/16D                                              | Аояма Суко Чан Кайчень 7–5, 6–2                          | Ірина Фалконі Шанель Схеперс       | Ваня Кінг Слоун Стівенс                     | Ваня Кінг Слоун Стівенс         | Чан Кайчень Коко Вандевеге Ежені Бушар Яна Чепелова                        |

### Серпень
| Тиждень від | Турнір | Чемпіони                                                 | Фіналісти                         | Півфіналісти                     | Чвертьфіналісти                                                         |
| ----------- | --- | -------------------------------------------------------- | --------------------------------- | -------------------------------- | ----------------------------------------------------------------------- |
| 6 серпня    | Rogers Cup Монреаль, Канада Прем'єр WTA, чільні 5 2 168 400 дол. США – хард – 48S/64Q/28D                    | Петра Квітова 7–5, 2–6, 6–3                              | Лі На                             | Каролін Возняцкі Луціє Шафарова  | Таміра Пашек Александра Возняк Роберта Вінчі Агнешка Радванська         |
| 6 серпня    | Rogers Cup Монреаль, Канада Прем'єр WTA, чільні 5 2 168 400 дол. США – хард – 48S/64Q/28D                    | Клаудія Янс-Ігнацик Крістіна Младенович 7–5, 2–6, [10–7] | Надія Петрова Катарина Среботнік  | Каролін Возняцкі Луціє Шафарова  | Таміра Пашек Александра Возняк Роберта Вінчі Агнешка Радванська         |
| 13 серпня   | Western & Southern Open Цинциннаті, США Прем'єр турнір WTA, чільні 5 2 168 400 дол. США – хард – 55S/48Q/28D | Лі На 1–6, 6–3, 6–1                                      | Анджелік Кербер                   | Вінус Вільямс Петра Квітова      | Агнешка Радванська Саманта Стосур Анастасія Павлюченкова Серена Вільямс |
| 13 серпня   | Western & Southern Open Цинциннаті, США Прем'єр турнір WTA, чільні 5 2 168 400 дол. США – хард – 55S/48Q/28D | Андреа Главачкова Луціє Градецька 6–1, 6–3               | Катарина Среботнік Чжен Цзє       | Вінус Вільямс Петра Квітова      | Агнешка Радванська Саманта Стосур Анастасія Павлюченкова Серена Вільямс |
| 20 серпня   | New Haven Open at Yale Нью-Гейвен, США Прем'єр турнір WTA 637 тис. дол. США – хард – 28S/32Q/16D             | Петра Квітова 7–6(11–9), 7–5                             | Марія Кириленко                   | Каролін Возняцкі Сара Еррані     | Ольга Говорцова Домініка Цібулкова Маріон Бартолі Луціє Шафарова        |
| 20 серпня   | New Haven Open at Yale Нью-Гейвен, США Прем'єр турнір WTA 637 тис. дол. США – хард – 28S/32Q/16D             | Лізель Губер Ліза Реймонд 4–6, 6–0, [10–4]               | Андреа Главачкова Луціє Градецька | Каролін Возняцкі Сара Еррані     | Ольга Говорцова Домініка Цібулкова Маріон Бартолі Луціє Шафарова        |
| 20 серпня   | Texas Tennis Open Даллас, США Міжнародний турнір WTA 220 тис. дол. США – хард – 32S/32Q/16D                  | Роберта Вінчі 7–5, 6–3                                   | Єлена Янкович                     | Бояна Йовановські Кейсі Деллаква | Пен Шуай Шанель Схеперс Александра Возняк Сорана Кирстя                 |
| 20 серпня   | Texas Tennis Open Даллас, США Міжнародний турнір WTA 220 тис. дол. США – хард – 32S/32Q/16D                  | Марина Еракович Гезер Вотсон 6–3, 6–0                    | Ліга Декмейєре Ірина Фалконі      | Бояна Йовановські Кейсі Деллаква | Пен Шуай Шанель Схеперс Александра Возняк Сорана Кирстя                 |
| 27 серпня   | US Open Нью-Йорк, США Grand Slam 11 517 008 дол. США – хард 128S/128Q/64D/32X                                | Серена Вільямс 6–2, 2–6, 7–5                             | Вікторія Азаренко                 | Марія Шарапова Сара Еррані       | Саманта Стосур Маріон Бартолі Ана Іванович Роберта Вінчі                |
| 27 серпня   | US Open Нью-Йорк, США Grand Slam 11 517 008 дол. США – хард 128S/128Q/64D/32X                                | Сара Еррані Роберта Вінчі 6–4, 6–2                       | Андреа Главачкова Луціє Градецька | Марія Шарапова Сара Еррані       | Саманта Стосур Маріон Бартолі Ана Іванович Роберта Вінчі                |
| 27 серпня   | US Open Нью-Йорк, США Grand Slam 11 517 008 дол. США – хард 128S/128Q/64D/32X                                | Катерина Макарова Бруно Суареш 6–7(8–10), 6–1, [12–10]   | Квета Пешке Марцін Матковський    | Марія Шарапова Сара Еррані       | Саманта Стосур Маріон Бартолі Ана Іванович Роберта Вінчі                |

### Вересень
| Тиждень від | Турнір | Чемпіони                                                     | Фіналісти                         | Півфіналісти                       | Чвертьфіналісти                                                         |
| ----------- | --- | ------------------------------------------------------------ | --------------------------------- | ---------------------------------- | ----------------------------------------------------------------------- |
| 10 вересня  | Tashkent Open Ташкент, Узбекистан Міжнародний турнір WTA 220 тис. USD – хард – 32S/32Q/16D                  | Ірина-Камелія Бегу 6–4, 6–4                                  | Донна Векич                       | Ева Бірнерова Уршуля Радванська    | Александа Каданцу Бояна Йовановські Галина Воскобоєва Олександра Панова |
| 10 вересня  | Tashkent Open Ташкент, Узбекистан Міжнародний турнір WTA 220 тис. USD – хард – 32S/32Q/16D                  | Паула Каня Поліна Пехова 6–2, ret.                           | Анна Чакветадзе Весна Долонц      | Ева Бірнерова Уршуля Радванська    | Александа Каданцу Бояна Йовановські Галина Воскобоєва Олександра Панова |
| 10 вересня  | Bell Challenge Квебек, Канада Міжнародний турнір WTA 220 тис. USD – хард (i) – 32S/32Q/16D                  | Кірстен Фліпкенс 6–1, 7–5                                    | Луціє Градецька                   | Мона Бартель Крістіна Младенович   | Анна Татішвілі Барбора Заглавова-Стрицова Мелані Уден Лорен Девіс       |
| 10 вересня  | Bell Challenge Квебек, Канада Міжнародний турнір WTA 220 тис. USD – хард (i) – 32S/32Q/16D                  | Татьяна Малек Крістіна Младенович 7–6(7–5), 6–7(6–8), [10-7] | Аліція Росольська Гезер Вотсон    | Мона Бартель Крістіна Младенович   | Анна Татішвілі Барбора Заглавова-Стрицова Мелані Уден Лорен Девіс       |
| 17 вересня  | KDB Korea Open Сеул, Південна Корея Міжнародний турнір WTA 500 тис. USD – хард – 32S/32Q/16D                | Каролін Возняцкі 6–1, 6–0                                    | Кая Канепі                        | Катерина Макарова Варвара Лепченко | Клара Закопалова Марія Хосе Мартінес Санчес Кікі Бертенс Таміра Пашек   |
| 17 вересня  | KDB Korea Open Сеул, Південна Корея Міжнародний турнір WTA 500 тис. USD – хард – 32S/32Q/16D                | Ракель Копс-Джонс Абігейл Спірс 2–6, 6–2, [10–8]             | Акгул Аманмурадова Ваня Кінґ      | Катерина Макарова Варвара Лепченко | Клара Закопалова Марія Хосе Мартінес Санчес Кікі Бертенс Таміра Пашек   |
| 17 вересня  | Guangzhou International Women's Open Гуанчжоу, КНР Міжнародний турнір WTA 220 тис. USD – хард – 32S/32Q/16D | Сє Шувей 6–3, 5–7, 6–4                                       | Лора Робсон                       | Уршуля Радванська Сорана Кирстя    | Матільд Жоанссон Шанелль Схеперс Алізе Корне Пен Шуай                   |
| 17 вересня  | Guangzhou International Women's Open Гуанчжоу, КНР Міжнародний турнір WTA 220 тис. USD – хард – 32S/32Q/16D | Тамарін Танасугарн Чжан Шуай 2–6, 6–2, [10–8]                | Ярміла Ґайдошова Моніка Нікулеску | Уршуля Радванська Сорана Кирстя    | Матільд Жоанссон Шанелль Схеперс Алізе Корне Пен Шуай                   |
| 24 вересня  | Toray Pan Pacific Open Токіо, Японія Прем'єр турнір WTA з чільних 5 2 168 400 USD – хард – 56S/32Q/16D      | Надія Петрова 6–0, 1–6, 6–3                                  | Агнешка Радванська                | Анджелік Кербер Саманта Стосур     | Вікторія Азаренко Каролін Возняцкі Сара Еррані Марія Шарапова           |
| 24 вересня  | Toray Pan Pacific Open Токіо, Японія Прем'єр турнір WTA з чільних 5 2 168 400 USD – хард – 56S/32Q/16D      | Ракель Копс-Джонс Абігейл Спірс 6–1, 6–4                     | Анна-Лена Гренефельд Квета Пешке  | Анджелік Кербер Саманта Стосур     | Вікторія Азаренко Каролін Возняцкі Сара Еррані Марія Шарапова           |

### Жовтень
| Тиждень від | Турнір | Чемпіони                                         | Фіналісти                              | Півфіналісти                         | Чвертьфіналісти                                                                                          |
| ----------- | --- | ------------------------------------------------ | -------------------------------------- | ------------------------------------ | --- |
| 1 жовтня    | China Open Пекін, КНР Прем'єр-турнір WTA, обов'язковий 4 828 050 дол. США – хард – 60S/32Q/28D                            | Вікторія Азаренко 6–3, 6–1                       | Марія Шарапова                         | Маріон Бартолі Лі На                 | Роміна Опранді Карла Суарес Наварро Агнешка Радванська Анджелік Кербер                                   |
| 1 жовтня    | China Open Пекін, КНР Прем'єр-турнір WTA, обов'язковий 4 828 050 дол. США – хард – 60S/32Q/28D                            | Катерина Макарова Олена Весніна 7–5, 7–5         | Нурія Льягостера Вівес Саня Мірза      | Маріон Бартолі Лі На                 | Роміна Опранді Карла Суарес Наварро Агнешка Радванська Анджелік Кербер                                   |
| 8 жовтня    | Generali Ladies Linz p/b voestalpine Лінц, Австрія Міжнародний турнір WTA 220 тис. дол. США – хард (i) – 32S/32Q/16D      | Вікторія Азаренко 6–3, 6–4                       | Юлія Ґерґес                            | Ірина-Камелія Бегу Кірстен Фліпкенс  | Петра Мартич Бетані Маттек-Сендс Софія Арвідссон Ана Іванович                                            |
| 8 жовтня    | Generali Ladies Linz p/b voestalpine Лінц, Австрія Міжнародний турнір WTA 220 тис. дол. США – хард (i) – 32S/32Q/16D      | Анна-Лена Гренефельд Квета Пешке 6–3, 6–4        | Юлія Ґерґес Барбора Заглавова-Стрицова | Ірина-Камелія Бегу Кірстен Фліпкенс  | Петра Мартич Бетані Маттек-Сендс Софія Арвідссон Ана Іванович                                            |
| 8 жовтня    | HP Japan Women's Open Tennis Осака, Японія Міжнародний турнір WTA $220 тис. дол. США – хард – 32S/32Q/16D                 | Гезер Вотсон 7–5, 5–7, 7–6(7–4)                  | Чан Кайчень                            | Саманта Стосур Дой Місакі            | Джеймі Гемптон Лора Робсон Шанелль Схеперс Полін Пармантьєр                                              |
| 8 жовтня    | HP Japan Women's Open Tennis Осака, Японія Міжнародний турнір WTA $220 тис. дол. США – хард – 32S/32Q/16D                 | Ракель Копс-Джонс Абігейл Спірс 6–1, 6–4         | Кіміко Дате-Крумм Гезер Вотсон         | Саманта Стосур Дой Місакі            | Джеймі Гемптон Лора Робсон Шанелль Схеперс Полін Пармантьєр                                              |
| 15 жовтня   | Кубок Кремля Москва, Росія Прем'єр турнір WTA 740 тис. дол. США – хард (i) – 28S/32Q/16D                                  | Каролін Возняцкі 6–2, 4–6, 7–5                   | Саманта Стосур                         | Ана Іванович Софія Арвідссон         | Клара Закопалова Весна Долонц Домініка Цибулькова Марія Кириленко                                        |
| 15 жовтня   | Кубок Кремля Москва, Росія Прем'єр турнір WTA 740 тис. дол. США – хард (i) – 28S/32Q/16D                                  | Катерина Макарова Олена Весніна 6–3, 1–6, [10–8] | Марія Кириленко Надія Петрова          | Ана Іванович Софія Арвідссон         | Клара Закопалова Весна Долонц Домініка Цибулькова Марія Кириленко                                        |
| 15 жовтня   | BGL Luxembourg Open Люксембург, Люксембург Міжнародний турнір WTA 220 тис. дол. США – хард (i) – 32S/32Q/16D              | Вінус Вільямс 6–2, 6–3                           | Моніка Нікулеску                       | Андреа Петкович Даніела Гантухова    | Роберта Вінчі Ксенія Первак Лурдес Домінгес Ліно Луціє Градецька                                         |
| 15 жовтня   | BGL Luxembourg Open Люксембург, Люксембург Міжнародний турнір WTA 220 тис. дол. США – хард (i) – 32S/32Q/16D              | Андреа Главачкова Луціє Градецька 6–3, 6–4       | Ірина-Камелія Бегу Моніка Нікулеску    | Андреа Петкович Даніела Гантухова    | Роберта Вінчі Ксенія Первак Лурдес Домінгес Ліно Луціє Градецька                                         |
| 22 жовтня   | TEB BNP Paribas WTA Championships Стамбул, Туреччина Завершальний турнір року 4 900 тис. дол. США – хард (i) – 8S (RR)/4D | Серена Вільямс 6–4, 6–3                          | Марія Шарапова                         | Агнешка Радванська Вікторія Азаренко | Учасниці кругового турніру Анджелік Кербер Лі На Сара Еррані Петра Квітова (withdrew) Саманта Стосур     |
| 22 жовтня   | TEB BNP Paribas WTA Championships Стамбул, Туреччина Завершальний турнір року 4 900 тис. дол. США – хард (i) – 8S (RR)/4D | Марія Кириленко Надія Петрова 6–1, 6–4           | Андреа Главачкова Луціє Градецька      | Агнешка Радванська Вікторія Азаренко | Учасниці кругового турніру Анджелік Кербер Лі На Сара Еррані Петра Квітова (withdrew) Саманта Стосур     |
| October 29  | Qatar Airways Tournament of Champions Софія, Болгарія Підсумковий турнір року 750 тис. дол. США – хард (i) – 8S (RR)      | Надія Петрова 6–2, 6–1                           | Каролін Возняцкі                       | Цветана Піронкова Роберта Вінчі      | Учасниці кругового турніру Даніела Гантухова Сє Шувей Софія Арвідссон Чжен Цзє Марія Кириленко (знялася) |
| October 29  | Кубок Федерації Чехія | Чехія 3–1                                        | Сербія                                 |                                      | |